# Timo Uster
Timo Uster (ur. 22 października 1974 w Berlinie) – gambijski piłkarz występujący na pozycji obrońcy. Jednokrotny reprezentant Gambii.